# 黃樂欣
黃樂欣（英語：Chaelia Wong，5月16日－），現為獨立唱作歌手，同時是一位靈性治療師。
2017年在台灣以女子組合身分份出道、2018年回港開始製作獨立音樂作品。

## 演藝生涯

### 台灣
2017年在偶爾機會下獲邀到台灣參與訓練，並接受F.I.R.飛兒樂團的吉他手阿沁為首的導師團隊指導。
同年以女子團體形式出道，曾應邀到日本大阪作商業演出。
曾演出於台灣《歡樂智多星》等綜藝節目通告。

### 香港
回港後，於2020年以獨立唱作人身份製作單曲。
2020年推出單曲《覺》
2021年推出最新單曲《靈魂暗夜》，監製J1M3、填詞人小克傾力打造，歌名取材自靈性書籍《靈魂暗夜》，闡釋每個人該如何面對自己的恐懼，承認自己擁有的陰暗面，最後全然接納自己，回歸生命的圓滿。
「星語」 (Light Language)是聲頻及能量治癒中的重要元素，
此次Chaelia特意在歌中加插星語唱頌，
盼望在渾濁的時代帶給一點點愛與光明。
- 2020－個人單曲《覺》
- 2021－個人單曲《靈魂暗夜》
- 2022－個人單曲《靈魂碎片》